# Ruimtegroep
In de kristallografie en de groepentheorie, een deelgebied van de wiskunde, geeft een ruimtegroep of Fedorov-groep een beschrijving van de symmetrie van een kristal. Het is een groep van symmetrie-bewerkingen, die de ruimte vult. Ruimtegroepen bestaan uit een combinatie van rotatie-, spiegel- en translatiesymmetrieën. 

## Geschiedenis
De ruimtegroepen in drie dimensies werden voor het eerst in 1891 door Evgraf Fedorov geclassificeerd en kort daarna en onafhankelijk daarvan, in 1894, door de geoloog William Barlow en door de wiskundige Arthur Moritz Schoenflies. Deze eerste classificaties bevatten nog verschillende kleine fouten. De correcte lijst van precies 230 ruimtegroepen in drie dimensies kwam tot stand in een correspondentie tussen Fjodorov en Schoenflies.

## Ruimtegroepen en dimensie van de ruimte
- Een patroon, dat translaties in één dimensie, in één richting bevat, heet een strookpatroon. Er zijn daarvoor zeven mogelijkheden, er zijn zeven strookpatroongroepen.

- Het is al eeuwen bekend dat er in twee dimensies precies 17 verschillende ruimtegroepen zijn. Die worden behangpatroongroepen genoemd. Een patroon in twee dimensies zonder translatie, met alleen rotatie en eventueel spiegeling, wordt een rozet genoemd.

- Er zijn in de driedimensionale ruimte zijn er zonder onderscheid tussen x-, y- en z- richting 219 ruimtegroepen. Door onderscheid te maken tussen x-, y- en z-richting komen 11 groepen voor als enantiomorfe paren. Dit brengt het totaal op precies 230 verschillende driedimensionale ruimtegroepen.

Ruimtegroepen zijn vooral voor de kristallografie en de structuurbepaling middels röntgendiffractie van groot belang. Het is voor de bepaling van magnetische structuren middels neutronendiffractie ook nodig met de richting van ongepaarde elektronspins rekening te houden. Dit kan geschieden door de ruimtegroepen uit te breiden met een nieuw symmetrie-element R, dat wel wordt tijdsinversie genoemd. Dit element keert de richting van een spin om zonder verder iets aan de atomaire structuur te veranderen. Door dit extra 'genererende element' worden, net als bij de puntgroepen, 'dubbelgroepen' gevormd en zo krijgt men de 1651 'magnetische ruimtegroepen'.
- De naam ruimtegroep wordt in strikte zin gebruikt voor de driedimensionale euclidische ruimte. In de wiskunde worden ruimtegroepen soms ook in meer dan drie dimensies bestudeerd en worden in dat geval soms bieberbach-groepen genoemd. Bieberbach-groepen zijn discrete nevencompacte (cocompacte) groepen van isometrieën van een georiënteerde euclidische ruimte.

## Klassificatie van de 230 ruimtegroepen
De 230 ruimtegroepen, dus ook de kristallen, die de symmetrie-elementen van een van deze hebben, kunnen naar de zeven kristalstelsels, of naar de 14 bravaisroosters, en naar de 32 kristallografische puntgroepen worden onderverdeeld. Omgekeerd genereren de 14 bravaisroosters en de 32 puntgroepen samen de 230 ruimtegroepen. Er zijn 14 x 32 = 448 mogelijke combinaties, maar dit aantal wordt vanwege isomorfisme tot 230 verschillende ruimtegroepen teruggebracht.
Voor de classificatie van de ruimtegroepen wordt gebruikgemaakt van de internationale notatie, dit is de verkorte vorm van de hermann-mauguinnotatie. De symbolen voor de bravaisroosters zijn daarbij gecombineerd met de symbolen voor de puntgroepen. Omdat er in de loop der jaren kleine, meestal per land land bepaalde notatieverschillen zijn ontstaan, is omwille van de eenduidigheid aan iedere ruimtegroep een officieel nummer gegeven van 1 t/m 230.
| puntgroep | nummer  | ruimtegoep naar puntgroep en naar kristalstelsel | ruimtegoep naar puntgroep en naar kristalstelsel | ruimtegoep naar puntgroep en naar kristalstelsel | ruimtegoep naar puntgroep en naar kristalstelsel | ruimtegoep naar puntgroep en naar kristalstelsel | ruimtegoep naar puntgroep en naar kristalstelsel | ruimtegoep naar puntgroep en naar kristalstelsel | ruimtegoep naar puntgroep en naar kristalstelsel |
|           |         | triklien                                         |                                                  |                                                  |                                                  |                                                  |                                                  |                                                  |                                                  |
| 1         | 1       | P1                                               |                                                  |                                                  |                                                  |                                                  |                                                  |                                                  |                                                  |
| 1         | 2       | P1                                               |                                                  |                                                  |                                                  |                                                  |                                                  |                                                  |                                                  |
|           |         | monoklien                                        |                                                  |                                                  |                                                  |                                                  |                                                  |                                                  |                                                  |
| 2         | 3-5     | P2                                               | P21                                              | C2                                               |                                                  |                                                  |                                                  |                                                  |                                                  |
| m         | 6-9     | Pm                                               | Pc                                               | Cm                                               | Cc                                               |                                                  |                                                  |                                                  |                                                  |
| 2/m       | 10-15   | P2/m                                             | P21/m                                            | C2/m                                             | P2/c                                             | P21/c                                            | C2/c                                             |                                                  |                                                  |
|           |         | orthorombisch                                    |                                                  |                                                  |                                                  |                                                  |                                                  |                                                  |                                                  |
| 222       | 16-24   | P222                                             | P2221                                            | P21212                                           | P212121                                          | C2221                                            | C222                                             | F222                                             | I222                                             |
| 222       | 16-24   | I212121                                          |                                                  |                                                  |                                                  |                                                  |                                                  |                                                  |                                                  |
| mm2       | 25-46   | Pmm2                                             | Pmc21                                            | Pcc2                                             | Pma2                                             | Pca21                                            | Pnc2                                             | Pmn21                                            | Pba2                                             |
| mm2       | 25-46   | Pna21                                            | Pnn2                                             | Cmm2                                             | Cmc21                                            | Ccc2                                             | Amm2                                             | Aem2                                             | Ama2                                             |
| mm2       | 25-46   | Aea2                                             | Fmm2                                             | Fdd2                                             | Imm2                                             | Iba2                                             | Ima2                                             |                                                  |                                                  |
| mmm       | 47-74   | Pmmm                                             | Pnnn                                             | Pccm                                             | Pban                                             | Pmma                                             | Pnna                                             | Pmna                                             | Pcca                                             |
| mmm       | 47-74   | Pbam                                             | Pccn                                             | Pbcm                                             | Pnnm                                             | Pmmn                                             | Pbcn                                             | Pbca                                             | Pnma                                             |
| mmm       | 47-74   | Cmcm                                             | Cmce                                             | Cmmm                                             | Cccm                                             | Cmme                                             | Ccce                                             | Fmmm                                             | Fddd                                             |
| mmm       | 47-74   | Immm                                             | Ibam                                             | Ibca                                             | Imma                                             |                                                  |                                                  |                                                  |                                                  |
|           |         | tetragonaal                                      |                                                  |                                                  |                                                  |                                                  |                                                  |                                                  |                                                  |
| 4         | 75-80   | P4                                               | P41                                              | P42                                              | P43                                              | I4                                               | I41                                              |                                                  |                                                  |
| 4         | 81-82   | P4                                               | I4                                               |                                                  |                                                  |                                                  |                                                  |                                                  |                                                  |
| 4/m       | 83-88   | P4/m                                             | P42/m                                            | P4/n                                             | P42/n                                            | I4/m                                             | I41/a                                            |                                                  |                                                  |
| 422       | 89-98   | P422                                             | P4212                                            | P4122                                            | P41212                                           | P4222                                            | P4212                                            | P4322                                            | P43212                                           |
| 422       | 89-98   | I422                                             | I4122                                            |                                                  |                                                  |                                                  |                                                  |                                                  |                                                  |
| 4mm       | 99-110  | P4mm                                             | P4bm                                             | P42cm                                            | P42nm                                            | P4cc                                             | P4nc                                             | P42mc                                            | P42bc                                            |
| 4mm       | 99-110  | I4mm                                             | I4cm                                             | I41md                                            | I41cd                                            |                                                  |                                                  |                                                  |                                                  |
| 42m       | 111-122 | P42m                                             | P42c                                             | P421m                                            | P421c                                            | P4m2                                             | P4c2                                             | P4b2                                             | P4n2                                             |
| 42m       | 111-122 | I4m2                                             | I4c2                                             | I42m                                             | I42d                                             |                                                  |                                                  |                                                  |                                                  |
| 4/mmm     | 123-142 | P4/mmm                                           | P4/mmc                                           | P4/nbm                                           | P4/nnc                                           | P4/mbm                                           | P4/nnc                                           | P4/nmm                                           | P4/ncc                                           |
| 4/mmm     | 123-142 | P42/mmc                                          | P42/mcm                                          | P42/nbc                                          | P42/nnm                                          | P42/mbc                                          | P42/mnm                                          | P42/nmc                                          | P42/ncm                                          |
| 4/mmm     | 123-142 | I4/mmm                                           | I4/mcm                                           | I41/amd                                          | I41/acd                                          |                                                  |                                                  |                                                  |                                                  |
|           |         | trigonaal                                        |                                                  |                                                  |                                                  |                                                  |                                                  |                                                  |                                                  |
| 3         | 143-146 | P3                                               | P31                                              | P32                                              | R3                                               |                                                  |                                                  |                                                  |                                                  |
| 3         | 147-148 | P3                                               | R3                                               |                                                  |                                                  |                                                  |                                                  |                                                  |                                                  |
| 32        | 149-155 | P312                                             | P321                                             | P3112                                            | P3121                                            | P3212                                            | P3221                                            | R32                                              |                                                  |
| 3m        | 156-161 | P3m1                                             | P31m                                             | P3c1                                             | P31c                                             | R3m                                              | R3c                                              |                                                  |                                                  |
| 3m        | 162-167 | P31m                                             | P31c                                             | P3m1                                             | P3c1                                             | R3m                                              | R3c                                              |                                                  |                                                  |
|           |         | hexagonaal                                       |                                                  |                                                  |                                                  |                                                  |                                                  |                                                  |                                                  |
| 6         | 168-173 | P6                                               | P61                                              | P65                                              | P62                                              | P64                                              | P63                                              |                                                  |                                                  |
| 6         | 174     | P6                                               |                                                  |                                                  |                                                  |                                                  |                                                  |                                                  |                                                  |
| 6/m       | 175-176 | P6/m                                             | P63/m                                            |                                                  |                                                  |                                                  |                                                  |                                                  |                                                  |
| 622       | 177-182 | P622                                             | P6122                                            | P6522                                            | P6222                                            | P6422                                            | P6322                                            |                                                  |                                                  |
| 6mm       | 183-186 | P6mm                                             | P6cc                                             | P63cm                                            | P63mc                                            |                                                  |                                                  |                                                  |                                                  |
| 6m2       | 187-190 | P6m2                                             | P6c2                                             | P62m                                             | P62c                                             |                                                  |                                                  |                                                  |                                                  |
| 6/mmm     | 191-194 | P6/mmm                                           | P6/mcc                                           | P63/mcm                                          | P63/mmc                                          |                                                  |                                                  |                                                  |                                                  |
|           |         | kubisch                                          |                                                  |                                                  |                                                  |                                                  |                                                  |                                                  |                                                  |
| 23        | 195-199 | P23                                              | F23                                              | I23                                              | P213                                             | I213                                             |                                                  |                                                  |                                                  |
| m3        | 200-206 | Pm3                                              | Pn3                                              | Fm3                                              | Fd3                                              | I3                                               | Pa3                                              | Ia3                                              |                                                  |
| 432       | 207-214 | P432                                             | P4232                                            | F432                                             | F4132                                            | I432                                             | P4332                                            | P4132                                            | I4132                                            |
| 43m       | 215-220 | P43m                                             | F43m                                             | I43m                                             | P43n                                             | F43c                                             | I43d                                             |                                                  |                                                  |
| m3m       | 221-230 | Pm3m                                             | Pn3n                                             | Pm3n                                             | Pn3m                                             | Fm3m                                             | Fm3c                                             | Fd3m                                             | Fd3c                                             |
| m3m       | 221-230 | Im3m                                             | Ia3d                                             |                                                  |                                                  |                                                  |                                                  |                                                  |                                                  |